# Bossuit
Bossuit is een dorpje in de Belgische provincie West-Vlaanderen en een deelgemeente van Avelgem het was een zelfstandige gemeente tot aan de gemeentelijke herindeling van 1977. Bossuit ligt in het westen van de gemeente, langs de Schelde in het uiterste zuiden van de provincie, tegen de grens met Wallonië. In Bossuit mondt het kanaal Kortrijk-Bossuit uit in de Schelde.

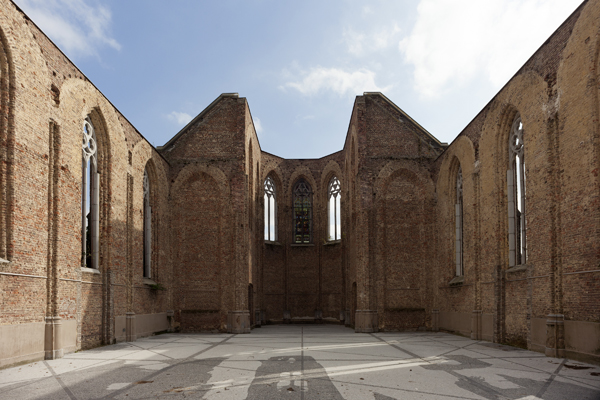
Sint-Amelbergakerk

## Geschiedenis
Vondsten van dakpanresten en dergelijke tonen Romeinse bewoning aan.
De oudste vermelding van Bossuit is van 998, als Bossuth. In 1038 werd het eigendom van het patronaatsrecht van de kerk door de Sint-Pietersabdij bevestigd. Bestuurlijk viel een deel van het grondgebied onder het Graafschap Vlaanderen en een deel onder het Doornikse. De dorpsheerlijkheid was een leen van het Bisdom Doornik.
De eerst bekende heer is Jean de Lannoy, die de heerlijkheid in de 2e helft van de 15e eeuw kocht. Omstreeks 1474 kwam de heerlijkheid aan de familie de Beauffremez. Daarna volgen de families van Gruuthuse, de Longueval en Hovine. Vanaf 1710 kwam de heerlijkheid aan familie Luytjens. In 1750, onder Maximiliaan-Frans-Jozef Luytens werd Bossuit tot burggraafschap verheven.
Het dorp en de kerk leden schade tijdens de godsdiensttwisten en ook in 1656, 1678 en omstreeks 1700.
De aanleg van het Kanaal Bossuit-Kortrijk, dat geopend werd in 1861, leidde hier niet tot industriële ontwikkeling. Enkele bedrijven liggen aan de overzijde van de in 1973 afgesneden en gedempte meander, op Henegouws gebied (Pottes). In Bossuit is een weverij voor tafelkleden en handdoeken, in 1930 opgericht door Hendrik Iserby.

## Bezienswaardigheden
- Het kasteel van Bossuit is een classicistisch kasteel. Het werd gebouwd in de 17de eeuw, maar kreeg zijn huidig uitzicht in de 19de eeuw.
- De Sint-Amelbergakerk is een neogotische realisatie van architect Pierre Nicolas Croquison uit Kortrijk. Ze werd rond 1857 gebouwd. Na schade werd de kerk in 2007 aan de eredienst onttrokken. Ondertussen is ze omgevormd tot een kunstige ruïne die dienst doet als publieke ruimte in openlucht en als nieuw landmark aan de Schelde. De Kunstkerk Bossuit won de 'Prijs Wivina Demeester voor excellent bouwheerschap 2016' in de categorie 'Kunst in opdracht'.
- Enkele hoeves, zoals het goed te Bouverie op de Poeldries en het hof van Ename op een heuvelrug aan de Schelde.

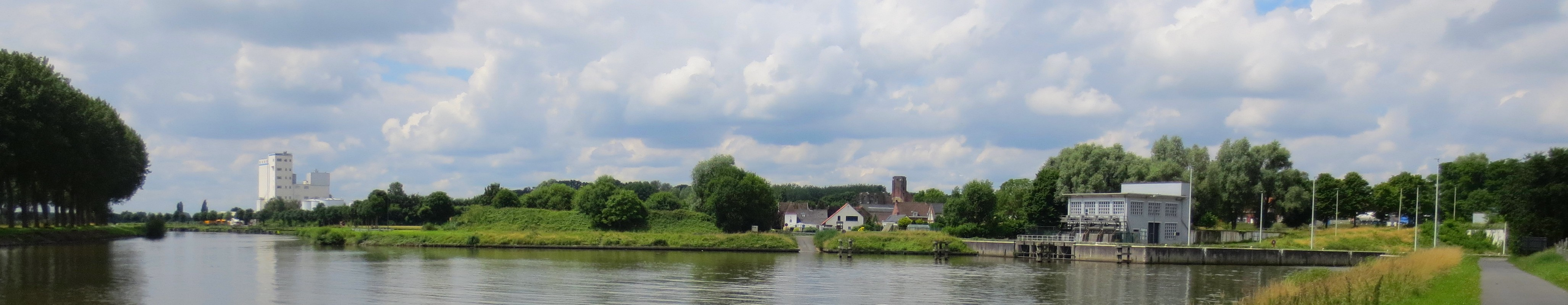
Monding van het kanaal in de Schelde te Bossuit

- Het gerestaureerde pompgebouw

## Demografische ontwikkeling
- Bronnen:NIS, Opm:1831 tot en met 1970=volkstellingen; 1976 = inwoneraantal op 31 december

## Natuur en landschap
Bossuit ligt aan de Schelde. De hoogte varieert van 12 tot 22 meter. In het zuidoosten van Bossuit mondt het Kanaal Bossuit-Kortrijk in de Schelde uit. In het westen vindt men de Bouvriebeek en het park van het Kasteel van Bossuit.

## Nabijgelegen kernen
Outrijve, Moen, Helkijn

## Trivia
Sint-Amelberga is de patroonheilige van Bossuit.
Deelgemeenten: Avelgem · Bossuit · Kerkhove · Outrijve · Waarmaarde

Gehuchten: Rugge

Belgische gemeenten · Arrondissement Kortrijk · West-Vlaanderen · Vlaanderen